# Грете Бибринг
Грете Бибринг-Лехнер (на немски: Grete Bibring-Lehner) е австрийски лекар и психоаналитик.

## Биография
Родена е на 11 януари 1899 година във Виена, Австро-Унгария, в еврейско семейство. След гимназията започва да учи медицина във Виенският университет през 1918 г., а от следващата година се присъединява към работна група, създадена от Ото Фенихел за изучаване на сексуалността и психоанализата. Сред участниците в групата са и няколко бъдещи психоаналитици като Вилхелм Райх и Едуард Бибринг, за когото Грете се омъжва през 1921 г.
След това започва да посещава срещите на Виенското психоаналитично общество. Когато завършва, Бибринг специализира неврология и психиатрия. През 1925 г. става член на Виенското психоаналитично общество. Преминава обучителна анализа при Херман Нунберг. Първият ѝ психоаналитичен опит е озаглавен „Фаличната фаза и нейните смущения у младите момичета“ (The Phallic Phase and its Disturbances in Young Girls). Публикуван е през 1933 г. в Zeitschrift für psychoanalytische Pädagogik.
Грете Бибринг става президент на Бостънското психоаналитично общество през 1955 г., а в периода 1959 – 1963 е вицепрезидент на Международната психоаналитична асоциация. През 1962 г. става и неин президент.
Изследванията и в областта на бременността и връзката майка-дете осигуряват важен принос към женската психология.
Умира на 10 август 1977 година в Кеймбридж на 78-годишна възраст.